# オウム真理教男性信者逆さ吊り死亡事件
オウム真理教男性信者逆さ吊り死亡事件（おうむしんりきょうだんせいしんじゃさかさつりしぼうじけん）は、1993年6月に発生した事件。

## 概要
1993年6月6日、静岡県富士宮市所在のオウム真理教富士山総本部道場で脱会を希望していた男性信徒（当時25歳）が、態度が悪いとして逆さ吊り修行を命じられ、死亡する事件が発生した。この修行は通常ならば信徒の足にロープを巻きつけ、牽引機をつかって通常1時間半程度吊り上げるものであったが、監視役に当たっていた大内早苗は、翌日に控えた教団の祭典準備に忙殺され、大幅に時間が経過していたのに気づかず、この男性信徒を死に至らしめた。
そこで教団は麻原彰晃の指示で遺体を第1サティアンの石井久子の部屋に運んで他の信徒の目にふれないようにした後、マイクロ波加熱装置で焼却して、遺骨を薬品で溶解させ、風呂場の排水溝から廃棄した。
1995年3月の地下鉄サリン事件以降の警察の捜査において、大内早苗の自供により事件が発覚、隠蔽にかかわったとして石井や山本まゆみ、早苗の実兄の大内利裕らが死体遺棄罪で起訴され、いずれも有罪が確定したが、大内早苗は不起訴となった。